# Medinilla montisaping
Medinilla montisaping är en tvåhjärtbladig växtart som beskrevs av Regalado. Medinilla montisaping ingår i släktet Medinilla och familjen Melastomataceae. Inga underarter finns listade i Catalogue of Life.